# Karl Wennberg (nykterhetsman)
Karl Richard Wennberg, född den 1 januari 1902 i Hosjö församling, Kopparbergs län, död den 13 mars 1993 i Arboga, var en svensk nykterhetsman.
Wennberg avlade folkskollärarexamen 1922. Han var vikarierande folkskollärare i Norrtälje och Björnlunda samt ordinarie folkskollärare i Våmhus 1924–1930 och Orsa 1930–1942 (tjänstledig 1939–1942). Wennberg var sekreterare och distriktsordförande samt förbundssekreterare och förbundsstudieledare i Sveriges Godtemplares Ungdomsförbund 1926–1939, direktör för Godtemplarordens centralexpedition 1939–1962 och för Våra gårdar 1942–1959. Han var generalsekreterare för Nordiska Godtemplarrådet 1962–1975 och sekreterare för dess ungdomsstiftelse 1974–1978.